# Blocs militars (Lleida)
Blocs militars és un edifici de Lleida protegit com a bé cultural d'interès local.

## Descripció
Blocs aïllats plurifamiliars, de planta baixa i tres pisos. Façana amb tractament pla del parament, emfatitzant l'accés, i eix central per la tribuna i balcons afegits. No hi ha ornamentació, donat el seu estil. Murs de càrrega i cobertes planes, obra arrebossada i terrats amb rajola del Vendrell.
També hi ha el conjunt d'habitatges unifamiliars en files amb semisoterrani i dues plantes pis.

## Història
S'han perdut dos blocs paral·lels al costat del riu i s'hi han construït dos blocs d'habitatges de molta més alçada. Arrebossats deteriorats.